# Aaron Chia
Aaron Chia (Batu Berendam, 24 de febrero de 1997) es un deportista malasio que compite en bádminton, en la modalidad de dobles.
Participó en dos Juegos Olímpicos de Verano en los años 2020 y 2024, obteniendo dos medallas, bronce en Tokio 2020 y bronce en París 2024. Ganó dos medallas en el Campeonato Mundial de Bádminton, oro en 2022 y bronce en 2023.

## Palmarés internacional
| Juegos Olímpicos   | Juegos Olímpicos       | Juegos Olímpicos  | Juegos Olímpicos |
| Año                | Lugar                  | Medalla           | Prueba           |
| ------------------ | ---------------------- | ----------------- | ---------------- |
| 2020               | Tokio (Japón)          | Medalla de bronce | Dobles           |
| 2024               | París (Francia)        | Medalla de bronce | Dobles           |
| Campeonato Mundial |                        |                   |                  |
| Año                | Lugar                  | Medalla           | Prueba           |
| 2022               | Tokio (Japón)          | Medalla de oro    | Dobles           |
| 2023               | Copenhague (Dinamarca) | Medalla de bronce | Dobles           |